# La Higuera (Sonora)
La Higuera es una ranchería del municipio de Álamos ubicada en el sureste del estado mexicano de Sonora, cercana a los límites divisorios con los estados de Chihuahua y Sinaloa. Según los datos del Censo de Población y Vivienda realizado en 2020 por el Instituto Nacional de Estadística y Geografía (INEGI), La Higuera tiene un total de 219 habitantes.
El primer registro que se tiene sobre la Higuera data del siglo XVII, y se cree que se fundó en la década de 1880, cuando los colonizadores españoles se encontraban explorando la región entre los ríos Mayo y Fuerte, y descubrieron yacimientos de plata, oro, cobre y turquesa en la región, se le conocía bajo el nombre de Hacienda de San Juan de la Higuera, y le pertenecía al clérigo José Joaquín González de Zayas, cura de la parroquia de Álamos.

## Geografía
La Higuera se ubica en el sureste del estado de Sonora, en la región centro del territorio del municipio de Álamos, sobre las coordenadas geográficas 27°06'39" de latitud norte y 108°57'30" de longitud oeste del meridiano de Greenwich, a una altura media de 268 metros sobre el nivel del mar, el pueblo está cerca de la zona protegida Sierra de Álamos-Río Cuchujaqui.